# Eudinostigma pulvinatum
Eudinostigma pulvinatum är en stekelart som först beskrevs av Stelfox och Graham 1949.  Eudinostigma pulvinatum ingår i släktet Eudinostigma och familjen bracksteklar. Arten är reproducerande i Sverige. Inga underarter finns listade i Catalogue of Life.